# Vincent Pelluard
Vincent Pelluard (ur. 31 maja 1990) – francuski kolarz BMX, brązowy medalista mistrzostw świata.

## Kariera
Największy sukces w karierze Vincent Pelluard osiągnął w 2009 roku, kiedy zdobył brązowy medal w konkurencji cruiser podczas mistrzostw świata w Adelaide. W zawodach tych wyprzedzili go jedynie dwaj Holendrzy: Ivo van der Putten oraz Sander Bisseling. Był to jedyny medal wywalczony wśród seniorów przez Pelluarda na międzynarodowej imprezie tej rangi. Jako junior zdobył ponadto dwa medale na rozgrywanych sześć rok wcześniej mistrzostwach świata w Taiyuan. Zarówno w wyścigu klasycznym jak i cruiserze zajmował tam drugie pozycje. Nie brał udziału w igrzyskach olimpijskich.